# Даху
Даху (фр. Dahu), более точно на языке оригинала звучит как Даю́ — криптид, горное козоподобное животное, якобы обитающее на возвышенных гористых местностях Франции, Швейцарии, Италии (особенно в регионе Валле-д’Аоста).

## Легенда

### Происхождение
Даху — фольклорный персонаж французской и итальянской мифологий. Первые рассказы об этом животном начались в конце XIX столетия. Многие годы французские и швейцарские шутники и весельчаки ведали странникам и своим гостям о наблюдениях и встречах с загадочным даху. На рубеже XX века истории о даху уже входили во французскую массовую культуру, особенно взрослые любили рассказывать их детям. 
В разных регионах имеется несколько отличных друг от друга названий по написанию и произношению. Например, на территории Юра его называют dahut или dairi, в местности Вогезы — darou, в Пикардии — daru, в Бургундии — darhut, в долине Камоника — daù, в горах Обрак и на территории Аверон — tamarou, в Каталонии и Андорре — tamarro. Общепринятое название животного может иметь происхождение от группы кельтских языков, где переводится как «добрая магия».

### Внешний вид
По описанию даху схож с обыкновенным горным козлом. Также имеет общие черты с ламой и серной. Окрас может быть серым или коричневым, зимой светлее, чем обычно. Даху имеет маленький хвостик, устремлённый ввысь. Высота криптида от 80 до 160 см, вес до 50 кг. 
Существенным отличием от известных науке животных является то, что даху всегда располагает двумя короткими и двумя длинными ногами. Благодаря им, даху имеет возможность легко и беспрепятственно передвигаться по склонам гор, но это является и его существенным недостатком, ибо по ровной поверхности даху ходить не может.

### Образ жизни
По некоторым предположениям средняя продолжительность жизни даху лежит между 16 и 18 годами. Это неподтверждённое животное обитает в горах. Такая территория повлияла на строение ног существа на протяжении многих поколений. 
В зависимости от того, какие ноги длинные, а какие короткие имеет даху, таким образом и в ту сторону по горе он двигается. У них встречаются 2 длинные левые и 2 короткие правые ноги и наоборот, а также 2 длинные передние и 2 короткие задние и наоборот. Есть также предположение, что существуют даху, имеющие длинную переднюю левую и длинную правую заднюю ноги. Соответственно, остальные 2 ноги короткие и наоборот. То есть если даху имеет 2 правые короткие ноги, то двигается по горе исключительно так, что спуск будет слева, а подъём в гору справа по отношению к нему. 
Даху — травоядный криптид, относится к млекопитающим. Живёт в пещерах. Как правило, даху ведут групповую жизнь. Для примера, обычно даху-самец с левыми длинными ногами, путешествуя в одну сторону, встречает даху-самку с правыми длинными ногами, движущуюся по горе в сторону первого. Так даху находят друг друга и спариваются. Также встретившиеся самцы могут начать выяснять отношения и побороться за самку.

## Охота на даху и его защита
Шутники рассказывают приезжим о забавной охоте на этих животных. Любопытство привлекает и побуждает некоторых из гостей и туристов, особенно страстных охотников, на это занятие. Такая охота чаще всего осуществляется ночью. Наиболее активный период: с ноября по февраль.
Суть поимки Даху состоит в следующем. По рассказам в деле задействованы 2 человека. Первый поднимается в гору, другой ожидает внизу, но поблизости. Находящийся на горе подыскивает укрытие: деревья, камни. Ожидает там Даху. Тот, что у горы, тоже старается быть незамеченным. Увидев в поле зрения даху, охотники дождутся момента, когда животное пройдёт мимо первого схоронившегося человека. После этот схоронившийся издаёт любой привлекающий сигнал: свист, битьё палкой по дереву, по камню. Также криптида может привлечь запах, например, чего-нибудь хлебного. Даху оборачивается всем телом, хотя такое бывает и не всегда. Однако если это происходит, то криптид теряет равновесие из-за своих двух коротких ножек и падает с горы, где его ловит второй охотник с помощью огромного мешка. Нередко вообще охотники не застают загадочного даху и возвращаются ни с чем. Как бы то ни было, по сей день нигде нет официального объявления о поимке хотя бы одного представителя козоподобного даху.
Защитники животных против такого варварского обращения с даху. Каждый выходной они собираются у подножия гор, где якобы обитают даху, выступают в защиту этих криптидов, препятствуют охоте. Есть районы, где охота на даху считается незаконной. 1 апреля 1967 года префект Верхней Савойи официально объявил данную территорию охраняемой, в целях неприкосновенности и защиты даху.

## Вопрос о существовании криптида и интересные факты
Даху — вымирающий вид. В последние десятилетия XX века вера в существование даху практически прекратилась. Рассказы о горном козле с разными по длине ногами давно считаются сказками и шутками. Внутри Барской крепости открыт Музей Альп, где даху придаётся особое внимание. 1 апреля 1995 года бывший, но тогда действующий директор Музея естественных наук в Ла-Шо-де-Фоне Марсель Жакват, поклонник даху, открыл в нём выставку, посвящённую этому животному.